# Liliana Farcaș
Liliana Farcaș (n. 26 martie 1983) este o actriță din România. A absolvit Universitatea Națională de Artă Teatrală și Cinematografică "I.L. Caragiale" din București, Facultatea de Teatru, Secția Actorie, Clasa Profesori: Adriana Popovici, Doru Ana.

## Filmografie
- 2006 rolul Ioana din Pe pod (10 min.), regia Mariana Berechet;
- 2006 rolul Angela din Noaptea dinaintea nuntii (7 min.);
- 2005 rolul Lili din Casting Popescu (39 min.), regia Gheorghe Preda.

## Teatru
- 2007 Fata cu manușa neagră din În așteptare, regia Dan Lupu, textul și coregrafia creație colectivă;
- 2007 A patra din A saptea kafana de Dumitru Crudu, Mihai Fusu și Nicoleta Esinencu, un spectacol despre traficul de carne vie, regia Monica Anastase (Centrul Cultural "Nicolae Bălcescu", București);
- 2007 A treia din A saptea kafana de Dumitru Crudu, Mihai Fusu și Nicoleta Esinencu, produs de Monica Anastase (Centrul Cultural "Nicolae Balcescu");
- 2006 Genevieve (călugărița ) din Cele două orfeline de E. Mirea și H. Mălineanu  după A.P. D’Ennery și E. Cormon, regia George Ivașcu (Studioul "Casandra").

## Distinctii
1. La Gala Tânărului Actor HOP 2007 • Premiul pentru cel mai bun grup cu spectacolul În așteptare, regia Dan Lupu, textul și coregrafia creație colectivă. Participa: Liliana Farcaș, Sorana Huidan, Dan Lupu, Tudor Munteanu, Casiana Șuteu;
2. Premiul pentru cea mai bună coregrafie la Festivalul Internațional de Teatru Universitar Casablanca, Maroc, 2007, cu spectacolul În așteptare regia Dan Lupu, textul si coregrafia - creatie colectiva.